# Marc Held
Pour les articles homonymes, voir Held.
Marc Held, né le 16 août 1932 à Paris, est un architecte, designer et photographe français.

## Biographie
Marc Held est né en 1932 dans une famille juive émigrée d'Europe centrale. Après avoir grandi à Bagnolet, dans un monde imprégné par l'idéal communiste, il trouve refuge avec sa mère en Corrèze pendant l'Occupation où il participe à la Résistance dès l'âge de onze ans.
De retour à Paris dans les années 1950, Marc Held pratique la photographie de type humaniste après avoir été animateur de théâtre et professeur d'éducation physique,, il se passionne ensuite pour le design et l'architecture.

## Carrière

### Design
Marc Held fonde en 1960 l'agence d'architecture et de design Archiforme.  
En 1965, il ouvre L'Échoppe, au 51, rue de Seine, dans laquelle il expose ses créations ainsi que le meilleur du design scandinave, italien et allemand. La même année, il crée le célèbre fauteuil Primo Culbuto, réédité en série limitée depuis 2013.   
Remarqué par les médias français et étrangers qui lui consacrent de nombreux articles, il est amené à collaborer en 1966 avec Prisunic pour qui il dessine une emblématique collection de meubles en fibre de verre : lit, tables, bureaux et chaises, qui contribuent à accroître sa notoriété. Il présente à l’Échoppe sa bibliothèque modulaire, rééditée depuis 2015 par Sentou.  
Marc Held signe en 1967 un contrat d'exclusivité avec l'éditeur Créateurs & Industriels, dirigé par Didier Grumbach et Andrée Putman. En 1967 toujours, Knoll édite Culbuto, variante de son fauteuil Primo Culbuto, déclinée en trois versions (grand modèle, petit modèle et ottoman),,. 
En 1973, il conçoit pour le porcelainier Coquet un service de table complet qui va devenir un grand classique des arts de la table, ainsi que deux montres pour l'horloger Lip. 
Pour Renault, il réalise à partir de 1978 et pendant cinq ans des études de concept car, dont La Méridienne, qui a servi de modèle à la Renault Espace. 
En 1983, à la demande du président de la République, François Mitterrand, il réalise les aménagements intérieurs de l'appartement présidentiel et crée pour l'Élysée, en collaboration avec des ébénistes compagnons du tour de France, un mobilier d'exception : secrétaire, dessertes, chaises et table de salle à manger.
La compagnie de paquebots américaine Windstar Cruises lui commande en 1984 les aménagements intérieurs et le mobilier de trois grands paquebots : Wind Star, Wind Song et Wind Spirit.

### Architecture
À partir de 1974, il commence réellement sa carrière d’architecte indépendant tout en poursuivant sa carrière de designer. Outre une maison individuelle rue Oberkampf à Paris, il collabore en 1975 avec Jean-Loup Roubert à la création de l'hôtel Frantel à Reims, pour lequel il réalise tous les aménagements intérieurs.  
De 1973 à 1977, il construit une maison en acier Corten posée sur un marais à Gif-sur-Yvette. De 1974 à 1977, il construit trois maisons à Zilia, en Balagne (Corse).  
Il collabore à partir de 1983 avec IBM où il succède à Marcel Breuer. Il construit pour le géant informatique un centre social à Montpellier (1983-1984), le centre de test des grands ordinateurs (1985) et participe à l'aménagement du siège social, Tour Descartes, à La Défense. 
Portant un jugement négatif sur cette dernière expérience et considérant qu'il avait fait « fausse route », il quitte Paris en 1989 pour s'installer sur l'île de Skópelos en Grèce,, où il construira par la suite huit grandes villas. La découverte des savoir-faire locaux l'amène à s'intéresser à l'architecture vernaculaire du nord de la Grèce. Il écrit Maisons de Skopelos, Précis d'architecture vernaculaire qui connaît un vif succès et est édité en trois langues.

### Photographie
Son œuvre photographique inédite, comme son travail de designer et d'architecte révèle les racines et le sens d'une œuvre portée par les aspirations d'une société en mutation et le désir d'un créateur à la fois classique et libertaire. 
L’ensemble de ces photographies prises entre les années 1950-1960, riche de près de trois cent images, a été redécouverte dans les années 2000 et a fait l'objet d'une belle publication préfacée par Agnès Varda regroupant une sélection d’une soixantaine de photographies.  

## Quelques œuvres
- 1967 - Fauteuil Culbuto, musée des Arts décoratifs de Paris[10]
- 1971 - Lit avec tables de nuit et lampes de chevet intégrées, musée des Arts décoratifs de Paris[11]
- 1973 - Service à thé, théière et tasse, musée national Adrien-Dubouché à Limoges[12]

## Publications
- Denis Rivière, catalogue d'exposition, Galerie Christiane Vallé, Clermont-Ferrand, 1980.
- Lettres à Gerry : les architectes nous mènent-ils en bateau ?, L'Équerre, 1986
- Montpellier, La Lande, 1986, Paris, L'Équerre
- Maisons de Skopelos, Précis d'architecture vernaculaire, préface de Jack Lang, Reprotime, [1994 ?], (également publié en anglais et en grec)
- Marc Held. Images 1950-1960, préface d'Agnès Varda.
- Rêvons d'une autre ville !, préface Gilles Perraudin, Marseille, Éditions Parenthèses, 2022

## Expositions
- Eurodomus, Milan, 1970.
- Marc Held. 10 ans de recherche, musée des Arts décoratifs, Nantes, 1973.
- Prisunic et le design, une aventure unique, Le Via, Paris, 2008.
- Mobyboom, l'explosion du design en France, 1945-1975, musée des Arts décoratifs, Paris, 2011.
- Marc Held, Galerie Marion Held-Javal, Paris, 2013.
- Marc Held, Galerie Alexis Pentcheff, Marseille, 2014.
- Marc Held, Galerie Marion Held-Javal, Paris, 2014.
- Marc Held. Un plongeon dans les années 50. Photographies et Design, galerie Voz Images, Boulogne-Billancourt, 2014.